# Мирсіна
Мирсіна (грец. Η Μυρσίνη) або Миртія (грец. Μυρτιά) — грецька казка, зібрана Georgios A. Megas у народних казках Греції. Інші варіанти зібрала Анна Ангелопулу.
В Аарне-Томпсона це тип 709, Білосніжка, хоча заміщення багатьох мотивів: сестер для мачухи, сонце для магічного дзеркала, відмова від лісу для спроби вбити та місяці для гномів. Інші цього типу становлять Прекрасна Венеція, Нурі Хадіг, Золота дерево та срібне дерево. та Маленький всеземний.

## Конспект
Мирсіна — молодша з трьох осиротілих сестер. Тричі сонце проголошує, що воно найкрасивіше. Її ревниві сестри кажуть їй, що настав час вшанувати їхню матір меморіалом або перепоховати її. Вони готують традиційну їжу, йдуть до її могили в лісі та вигукують, що забули лопату, тому не можуть посадити квіти або не можуть викопати її, щоб перепоховати. Двоє найстарших мають повернутися за ним, а Мирсіна стежить за їжею. Увечері Мирсіна розуміє, що вони не повернуться, і плаче. Це будить дерева, і одне з них каже їй скочувати свій хліб з пагорба та йти за ним. Вона робить і потрапляє в яму, в якій розташований будинок. Вона ховається там і займається домашнім господарством, поки знаходяться господарі, Місяці. Місяці дивуються, хто це робить, поки молодший не залишається й не ховається. Він ловить її, і Місяці беруть її собі за сестру.
Звістка доходить до її сестер. Вони приходять до неї з отруєним коржем, стверджуючи, що не змогли її знайти. Вона віддає частину торта собаці, й він гине. Коли сестри дізнаються, що Мирсіна ще жива, вони повертаються; вона не відчиняє їм двері, але вони стверджують, що мають перстень, який, як сказала їхня мати, повинні передати Мирсіні. Вона не змогла знехтувати бажанням матері, тож одягла перстень і впала на підлогу. Місяці повернулися, оплакували її і зберегли її тіло в золотій скрині.
Прийшов князь, і дали йому свою найкращу кімнату, щоб він побачив скриню. Він благав про це, і вони зрештою дали його йому за умови, що він ніколи її не відчинятиме. Він захворів і не хотів помирати, не дізнавшись, що в скрині; він відчинив її, здивувався Мирсіні й подумав, що перстень може відкрити йому, хто вона. Він зняв його, і Мирсіна ожила. Мирсіна кинула перстень у море й вийшла заміж за принца. Одного разу її сестри прийшли, щоб завдати їй шкоди, і принц змусив своїх воїнів розправитися з ними.